# Opius discreparius
Opius discreparius är en stekelart som beskrevs av Fischer 1963. Opius discreparius ingår i släktet Opius och familjen bracksteklar. Inga underarter finns listade i Catalogue of Life.